# Antoine Payen (l'Aîné)
Pour les articles homonymes, voir Antoine Payen (homonymie) et Payen.
Antoine Payen, dit « l'Ainé », né à Tournai en 1748 et décédé en 1798, est un architecte et officier du génie belge, auteur de plusieurs châteaux et villas dans les Pays-Bas autrichiens.

## Biographie
Il fut d'abord collaborateur de Charles de Wailly, figure de proue du mouvement néoclassique.
Son œuvre la plus connue est la villa ou château du Belvédère à Laeken, qui aurait été inspiré par la Villa Capra dite Villa Rotonda de Vicence, œuvre du Palladio.
Antoine Payen, dit "l'Ainé, participa à la décoration intérieure du château de Laeken construit dès 1782, d'après des plans de Charles de Wailly, mis en œuvre par Louis Montoyer, pour l'archiduchesse Marie-Christine et son mari Albert de Saxe-Teschen, qui est devenu la résidence du roi des Belges.
Il est le père de l'artiste peintre Antoine Payen le Jeune.

## Œuvres connues
- Le château de Laeken (1782)

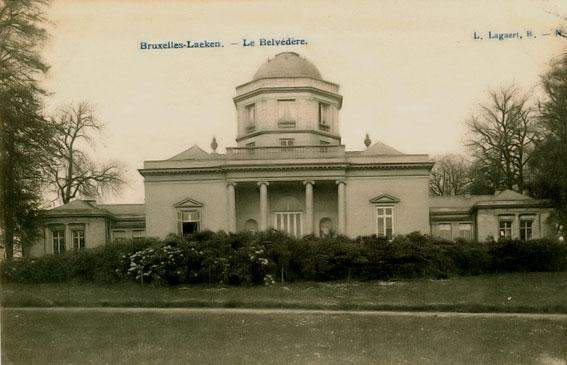
Le château du Belvédère à Laeken, œuvre d'inspiration palladienne, de l'architecte Antoine Payen, "aîné".

- Villa ou château du Belvédère à Laeken (1788)
- Pavillon d'Hingene sur l'Escaut (1794).
- Le château de Troienne.
- Le château de la Berlière.
- Le château de Barsche.
- Le château de Beauregard à Froyennes (1795)